# IC 2506
IC 2506 — галактика типу Sab (компактна витягнута галактика) у сузір'ї Лев.
Цей об'єкт міститься в оригінальній редакції індексного каталогу.